# Etobicoke (ancienne circonscription fédérale)
Pour les articles homonymes, voir Etobicoke (homonymie).

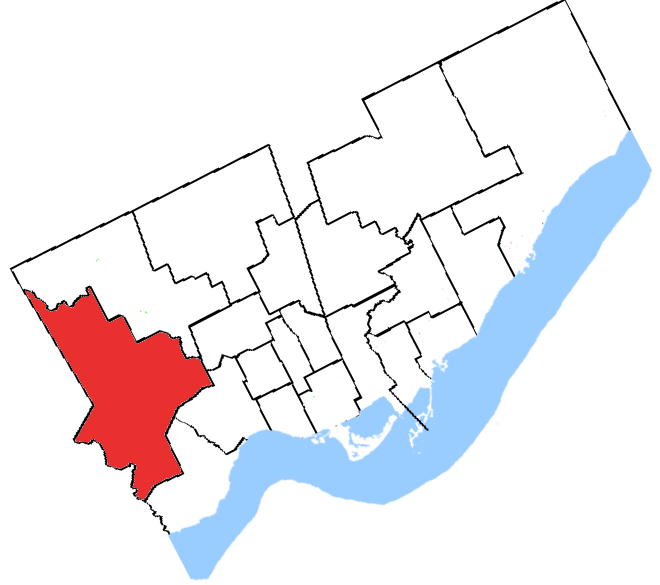
Carte de la circonscription électorale d'Etobicoke (circonscription électorale)

Etobicoke fut une circonscription électorale fédérale de l'Ontario, représentée de 1968 à 1979.
La circonscription d'Etobicoke a été créée en 1966 d'une partie de York—Humber. Abolie en 1976, elle fut redistribuée parmi Etobicoke-Centre, Etobicoke-Nord, Etobicoke—Lakeshore, York-Sud—Weston et York-Ouest.

## Géographie
En 1987, la circonscription d'Etobicoke comprenait:
- Une partie de la région métropolitaine de Toronto délimitée par Dundas Street, Jane Street, Eglinton Avenue West, la rivière Humber, Dixon Side Road, Islington Avenue North, Rexdale Boulevard, Kipling Avenue North, la Queen Elizabeth Way et Kipling Avenue South.

## Députés
| Législature                                                                                         | Années    | Député | Député             | Parti   |
| --------------------------------------------------------------------------------------------------- | --------- | ------ | ------------------ | ------- |
| Etobicoke issue de York—Humber                                                                      |           |        |                    |         |
| 28e                                                                                                 | 1968–1972 |        | Alastair Gillespie | Libéral |
| 29e                                                                                                 | 1972–1974 |        | Alastair Gillespie | Libéral |
| 30e                                                                                                 | 1974–1979 |        | Alastair Gillespie | Libéral |
| Dissoute parmi Etobicoke-Centre, Etobicoke-Nord, Etobicoke—Lakeshore, York-Sud—Weston et York-Ouest |           |        |                    |         |